# Liste der Straßen und Brücken in Hamburg-Lemsahl-Mellingstedt

Lage von Lemsahl-Mellingstedt in Hamburg und im Bezirk Wandsbek (hellrot)

Die Liste der Straßen und Brücken in Hamburg-Lemsahl-Mellingstedt ist eine Übersicht der im Hamburger Stadtteil Lemsahl-Mellingstedt vorhandenen Straßen, Plätze und Brücken. Sie ist Teil der Liste der Verkehrsflächen in Hamburg.

## Überblick
In Lemsahl-Mellingstedt (Ortsteilnummer 521) leben 7029 Einwohner (Stand: 31. Dezember 2023) auf 8,0 km². Lemsahl-Mellingstedt liegt im Postleitzahlenbereich 22397.
In Lemsahl-Mellingstedt gibt es 73 benannte Verkehrsflächen, darunter zwei Brücken.

## Übersicht der Straßen
Die nachfolgende Tabelle gibt eine Übersicht über alle benannten Verkehrsflächen – Straßen, Plätze und Brücken – im Stadtteil sowie einige dazugehörige Informationen. Im Einzelnen sind dies:
- Name/Lage: aktuelle Bezeichnung der Straße, des Platzes oder der Brücke. Über den Link (Lage) kann die Straße, der Platz oder die Brücke auf verschiedenen Kartendiensten angezeigt werden. Die Geoposition gibt dabei ungefähr die Mitte an. Bei längeren Straßen, die durch zwei oder mehr Stadtteile führen, kann es daher sein, dass die Koordinate in einem anderen Stadtteil liegt.
- Straßenschlüssel: amtlicher Straßenschlüssel, bestehend aus einem Buchstaben (Anfangsbuchstabe der Straße, des Platzes oder der Brücke) und einer dreistelligen Nummer.
- Länge/Maße in Metern:
Hinweis: Die in der Übersicht enthaltenen Längenangaben sind nach mathematischen Regeln auf- oder abgerundete Übersichtswerte, die im Digitalen Atlas Nord[1] mit dem dortigen Maßstab ermittelt wurden. Sie dienen eher Vergleichszwecken und werden, sofern amtliche Werte bekannt sind, ausgetauscht und gesondert gekennzeichnet.
Bei Plätzen sind die Maße in der Form a × b bei rechteckigen Anlagen oder a × b × c bei dreiecksförmigen Anlagen mit a als längster Kante dargestellt.
Der Zusatz (im Stadtteil) gibt an, wie lang die Straße innerhalb des Stadtteils ist, sofern sie durch mehrere Stadtteile verläuft.
- Namensherkunft: Ursprung oder Bezug des Namens.
- Datum der Benennung: Jahr der offiziellen Benennung oder der Ersterwähnung eines Namens, bei Unsicherheiten auch die Angabe eines Zeitraums.
- Anmerkungen: Weitere Informationen bezüglich anliegender Institutionen, der Geschichte der Straße, historischer Bezeichnungen, Baudenkmale usw.
- Bild: Foto der Straße oder eines anliegenden Objektes.

| Name/Lage                      | Straßen- schlüssel | Länge/Maße (in Metern) | Namensherkunft | Datum der Benennung | Anmerkungen | Bild                    |
| ------------------------------ | ------------------ | ---------------------- | --- | ------------------- | --- | ----------------------- |
| Alsterbrücke (Lage)            | –                  | 0015 (im Stadtteil)    | nach Lage und Funktion | 1928                | überquert im Zuge der Straße Trillup die Alster; östlicher Teil in Bergstedt | Alsterbrücke            |
| Alsterwiesen (Lage)            | A120               | 0150                   | nach dem an der Alster gelegenen Wiesengelände | 1947                | | Alsterwiesen            |
| Alte Ziegelei (Lage)           | A744               | 0255                   | nach einer ehemals hier gelegenen Ziegelei | 2016                | | Alte Ziegelei           |
| Am Moor (Lage)                 | A295               | 1260                   | nach der Lage am Wittmoor | 1946                | Fußweg | Am Moor                 |
| An der Alsterschleife (Lage)   | A598               | 0430                   | nach der Lage am schleifenförmigen Verlauf der Alster | 1978                | | An der Alsterschleife   |
| Bilenbarg (Lage)               | B314               | 1510                   | nach einem ehemals hier gelegenen Gehöft mit Schankrecht | 1952                | Für die Bedeutung der Silbe „bil“ gibt es nach Beckershaus zwei Versionen: Die eine deutet „bil“ als Sumpf, die andere als Handwerkszeug zum Torfstechen.                                                          | Bilenbarg               |
| Bilenbargstieg (Lage)          | B824               | 0135                   | in Anlehnung an den Bilenbarg | 1981                | | Bilenbargstieg          |
| Birkenhöhe (Lage)              | B364               | 0285                   | nach einer Flurbezeichnung | 1946                | | Birkenhöhe              |
| Blaubeerenstieg (Lage)         | B825               | 0320                   | nach der gleichnamigen Pflanze | 1981                | | Blaubeerenstieg         |
| Bökenbarg (Lage)               | B441               | 0520 (im Stadtteil)    | nach einer Flurbezeichnung (niederdeutsch Bökenbarg = Buchenberg) | 1942                | östliche bzw. südliche Straßenhälfte teilweise in Lemsahl-Mellingstedt, sonst in Duvenstedt | Bökenbarg               |
| Bredenstücken (Lage)           | B578               | 0100                   | nach einer Flurbezeichnung | 1962                | | Bredenstücken           |
| Diekbarg (Lage)                | D093               | 0700                   | nach dem dortigen Ziegeleiteich | 1952                | niederdeutsch Diek = Teich | Diekbarg                |
| Eichelhäherkamp (Lage)         | E054               | 2310                   | nach dem gleichnamigen Singvogel | 1947                | | Eichelhäherkamp         |
| Eichelhäherstieg (Lage)        | E295               | 0185                   | in Anlehnung an den Eichelhäherkamp | 1981                | | Eichelhäherstieg        |
| Fieberkleestieg (Lage)         | F325               | 0185                   | nach der gleichnamigen Pflanze | 1981                | | Fieberkleestieg         |
| Fiersbarg (Lage)               | F111               | 1740                   | Es gibt zwei Deutungsmöglichkeiten: a) nach dem niederdeutschen Wort „Fier“ für „Feier“, also ein Berg, an dem Feiern stattfanden; b) als Ableitung von dem Begriff „Viert“, das eine nicht urbar gemachte Grenzfläche meint | 1947                | | Fiersbarg               |
| Fiersbargstieg (Lage)          | F326               | 0085                   | in Anlehnung an den Fiersbarg | 1981                | | Fiersbargstieg          |
| Grabenstieg (Lage)             | G421               | 0095                   | nach der Lage am Eichelhähergraben | 1981                | | Grabenstieg             |
| Grote Koppel (Lage)            | G422               | 0095                   | nach einer Flurbezeichnung | 1981                | niederdeutsch Grote Koppel = Große Koppel | Grote Koppel            |
| Grote String (Lage)            | G291               | 0240                   | nach einer Flurbezeichnung | 1963                | | Grote String            |
| Heidenhorstweg (Lage)          | H244               | 0365                   | nach einer Flurbezeichnung | 1962                | | Heidenhorstweg          |
| Heidland (Lage)                | H767               | 0080                   | nach einer Flurbezeichnung | 1981                | | Heidland                |
| Hinsenfeld (Lage)              | H450               | 0310                   | nach dem Flurnamen Hinsenkamp | 1946                | | Hinsenfeld              |
| Hinsenkamp (Lage)              | H451               | 0210                   | nach einer 1869 erwähnten Flurbezeichnung | 1957                | | Hinsenkamp              |
| Hinter den Tannen (Lage)       | H453               | 0300                   | nach einer Flurbezeichnung | 1946                | | Hinter den Tannen       |
| Huulfeld (Lage)                | H753               | 0075                   | in Anlehnung an den Huulkamp | 1978                | | Huulfeld                |
| Huulkamp (Lage)                | H698               | 0535                   | nach einer Flurbezeichnung; gemeint ist möglicherweise eine kleine Anhöhe | 1946                | | Huulkamp                |
| Huuskoppel (Lage)              | H700               | 0835                   | nach einer am Haus gelegenen Koppel | 1946                | niederdeutsch Huus = Haus | Huuskoppel              |
| Huuskoppelstieg (Lage)         | H754               | 0105                   | in Anlehnung an die Huuskoppel | 1978                | | Huuskoppelstieg         |
| Im Hinsengrund (Lage)          | I                  | 0160                   | in Anlehnung an die nahegelegenen Straßen Hinsenfeld und Hinsenkamp | 2020                | An dieser Straße ist ein Neubaugebiet mit Wohnungen und Häusern geplant. | Im Hinsengrund          |
| Im Kohlhof (Lage)              | I040               | 0640                   | nach dem gleichnamigen Begriff für einen privaten Hausgarten im Mittelalter | 1946                | | Im Kohlhof              |
| Kakenhaner Weg (Lage)          | K028               | 0150 (im Stadtteil)    | nach einer Flurbezeichnung | 1942                | Der Weg führte früher ins Wittmoor, wo Torf gestochen wurde. Kakenhan war der Name einer Anbauernstelle. Nur südliche Straßenhälfte zwischen Hausnummern 115 und 131a in Lemsahl-Mellingstedt, sonst in Duvenstedt | Kakenhaner Weg          |
| Kielbarg (Lage)                | K159               | 0620                   | nach dem Begriff „Kiel“ für ein keilförmiges Landstück | 1948                | | Kielbarg                |
| Kobberdiekskoppel (Lage)       | K304               | 0625                   | nach der Lage am nahegelegenen Poppenbüttler Kupferteich | 1946                | niederdeutsch Kobberdiek = Kupferteich; Fußweg | Kobberdiekskoppel       |
| Kuhredder (Lage)               | K496               | 0700                   | nach einem Feldweg, auf dem die Kühe zur Weide getrieben wurden | vor 1897            | | Kuhredder               |
| Lemsahler Bargweg (Lage)       | L121               | 0540                   | nach der Lage im Stadtteil | 1947                | | Lemsahler Bargweg       |
| Lemsahler Dorfstraße (Lage)    | L122               | 0550                   | nach der Lage im Stadtteil | 1950                | | Lemsahler Dorfstraße    |
| Lemsahler Landstraße (Lage)    | L123               | 3045                   | nach der Lage im Stadtteil | 1948                | | Lemsahler Landstraße    |
| Lütte Marsch (Lage)            | L342               | 0305                   | nach einer Flurbezeichnung | 1973                | niederdeutsch lütt = klein | Lütte Marsch            |
| Madacker (Lage)                | M007               | 0660                   | nach einer Flurbezeichnung (feuchter Acker) | 1946                | | Madacker                |
| Margaretenhof (Lage)           | M039               | 0295                   | nach einem ehemals hier gelegenen Bauernhof gleichen Namens | 1946                | | Margaretenhof           |
| Mellingbekbrücke (Lage)        | M389               | 0035 (im Stadtteil)    | nach Lage und Funktion | 1977                | südlicher Teil in Poppenbüttel; überquert die Mellingbek und verbindet den Poppenbütteler Berg auf Poppenbütteler und die Lemsahler Landstraße auf Lemsahl-Mellingstedter Seite                                    | Mellingbekbrücke        |
| Mellingstedter Stieg (Lage)    | M142               | 0920                   | nach der Lage im Stadtteil | 1946                | | Mellingstedter Stieg    |
| Moorbeerenstieg (Lage)         | M396               | 0215                   | nach der gleichnamigen Pflanze | 1981                | | Moorbeerenstieg         |
| Muusbarg (Lage)                | M352               | 1555                   | nach einem Flurnamen, der einen Berg an einem sumpfigen Gelände meint | 1948                | westlich der Straße Rehgatter nördliche Straßenhälfte in Duvenstedt, sonst in Lemsahl-Mellingstedt | Muusbarg                |
| Ödenweg (Lage)                 | O028               | 1620                   | nach einer Flurbezeichnung, nach der der Weg ins Ödland führte | 1947                | | Ödenweg                 |
| Olendeelskoppel (Lage)         | O088               | 0435                   | nach einer Flurbezeichnung | 1963                | niederdeutsch Olendeel = Altenteil | Olendeelskoppel         |
| Olenreem (Lage)                | O091               | 0820                   | nach einer Flurbezeichnung | 1947                | niederdeutsch Olen Reem = Alter Rehmen; ein Rehmen (oder Reem) ist ein bewachsener Streifen zwischen zwei Äckern, um der Erosion vorzubeugen                                                                       | Olenreem                |
| Pfefferkrug (Lage)             | P094               | 0775                   | nach dem ehemaligen, hier gelegenen gleichnamigen Gasthof | 1960                | | Pfefferkrug             |
| Poppenbütteler Chaussee (Lage) | P164               | 0205 (im Stadtteil)    | Hamburger Stadtteil Poppenbüttel | vor 1938            | nur östliche Straßenhälfte ab Bökenbarg für ca. 205 Meter in Lemsahl-Mellingstedt, sonst komplett in Duvenstedt | Poppenbütteler Chaussee |
| Raamfeld (Lage)                | R427               | 1475                   | Herkunft nicht eindeutig geklärt | 1981                | lt. Beckerhaus drei Varianten: a) nach einem Familiennamen Raam, b) als Ableitung von Rabenkamp, c) als Flurname für ein Zusammentreffen (eventuell zweier Flüsse)                                                 | Raamfeld                |
| Raamkamp (Lage)                | R003               | 0325                   | siehe Raamfeld | 1946                | | Raamkamp                |
| Raamstieg (Lage)               | R004               | 0325                   | siehe Raamfeld | 1946                | | Raamstieg               |
| Radekoppel (Lage)              | R012               | 0630                   | nach einer Flurbezeichnung | 1946                | Rade = Rodung | Radekoppel              |
| Redderbarg (Lage)              | R072               | 0775                   | nach dem Begriff „Redder“ für einen von Knicks gesäumten Feldweg | 1951                | | Redderbarg              |
| Rehgatter (Lage)               | R100               | 0215                   | nach der Einfriedigung für das Wild | 1942                | westliche Straßenhälfte in Duvenstedt | Rehgatter               |
| Rootsoll (Lage)                | R278               | 0750                   | nach einer Flurbezeichnung | 1948                | nach den Begriffen „root“ für „roden“ und „Soll“ für ein Wasserloch ohne Zu- und Abfluss | Rootsoll                |
| Sarenweg (Lage)                | S057               | 1750 (im Stadtteil)    | nach einer Flurbezeichnung | 1947                | Saren od. Soren = trockenes Land; nördlicher Teil in Duvenstedt und Wohldorf-Ohlstedt | Sarenweg                |
| Seebarg (Lage)                 | S373               | 0470                   | nach einem dort befindlichen kleinen Teich | 1946                | | Seebarg                 |
| Seebargredder (Lage)           | S374               | 0235                   | in Anlehnung an die Straße Seebarg | 1951                | | Seebargredder           |
| Seebargstieg (Lage)            | S890               | 0070                   | in Anlehnung an die Straße Seebarg | 1981                | | Seebargstieg            |
| Seebargwinkel (Lage)           | S853               | 0305                   | in Anlehnung an die Straße Seebarg | 1973                | | Seebargwinkel           |
| Segerfeld (Lage)               | S877               | 0085                   | nach einer Flurbezeichnung | 1978                | | Segerfeld               |
| Spechthain (Lage)              | S957               | 0265                   | in Anlehnung an die Straße Spechtort | 2016                | | Spechthain              |
| Spechtort (Lage)               | S530               | 0330                   | frei gewählter Name | 1947                | | Spechtort               |
| Tannengrünweg (Lage)           | T013               | 0285                   | nach einer ortsüblichen Bezeichnung | 1946                | | Tannengrünweg           |
| Tannenhof (Lage)               | T014               | 0650                   | nach dem hier ehemals gelegenen gleichnamigen Gast- und Bauernhof | 1947                | | Tannenhof               |
| Treudelberg (Lage)             | T161               | 0925                   | nach einer Anhöhe, die die schwierigste Passage beim Treideln der Alsterschiffer markierte | 1947                | | Treudelberg             |
| Treudelbergkamp (Lage)         | T210               | 0110                   | in Anlehnung an den Treudelberg | 1976                | | Treudelbergkamp         |
| Treudelbergweg (Lage)          | T222               | 0190                   | in Anlehnung an den Treudelberg | 1985                | | Treudelbergweg          |
| Trillup (Lage)                 | T167               | 0250 (im Stadtteil)    | Herkunft nicht eindeutig geklärt | 1943                | Es besteht ein Zusammenhang mit dem Treideln der Alsterkähne, möglicherweise war „Trillup“ ein Zuruf der Bootsführer untereinander (niederdeutsch up/op = auf). Östlich der Alster in Bergstedt                    | Trillup                 |
| Trilluper Weg (Lage)           | T169               | 0495 (im Stadtteil)    | Herkunft nicht eindeutig geklärt (siehe Trillup) | 1947                | nördlicher Teil in Duvenstedt | Trilluper Weg           |
| Twietenkoppelbrücke (Lage)     | –                  | 0020 (im Stadtteil)    | nach der in Bergstedt verlaufenden Twietenkoppel | 1943                | überquert als Verlängerung der Twietenkoppel die Alster; südlicher Teil in Bergstedt | Twietenkoppelbrücke     |